# Taszań
Taszań (ukr. Ташань) – wieś na Ukrainie, w obwodzie kijowskim, w rejonie boryspolskim. W 2001 liczyła 661 mieszkańców, wśród których 647 jako ojczysty język wskazało ukraiński, a 14 rosyjski.